# Klaudia Słowińska
Klaudia Słowińska (* 13. August 1999) ist eine polnische Fußballspielerin und seit 2024 auch A-Nationalspielerin.

## Karriere

### Vereine
Słowińska spielte zuletzt von 2020 bis 2023 im Seniorinnenbereich für den in Danzig ansässigen AP Gdańsk in der höchsten Spielklasse, der Ekstraliga Kobiet. In ihrer ersten Saison bestritt sie alle 22 Saisonspiele, wie auch in der Folgesaison, in der sie allerdings acht Tore erzielte. In ihrer letzten Saison wurde sie 18 Mal im Punktspielbetrieb eingesetzt, in denen ihr vier Tore gelangen. Zudem wurde sie in vier Spielen des nationalen Pokalwettbewerbs berücksichtigt, in denen ihr ein Tor gelang.
Nach Katowice gelangt, spielt sie dort seit der Saison 2023/24 für den Ligakonkurrenten GKS Katowice, der sie am 19. Juni 2023 unter Vertrag genommen hatte. In ihrer ersten Saison erzielte sie vier Tore in 22 Punktspielen, in der zweiten  ebenfalls vier in 19 Punktspielen.

### Nationalmannschaft
Słowińska kam als Nationalspielerin für den PZPN zunächst im Jahr 2016 in der U17-Nationalmannschaft in drei Länderspielen zum Einsatz.
Ihr A-Länderspieldebüt gab sie am 25. Oktober 2024 in Bukarest im Hinspiel der Ausschlussrunde in der EM-Qualifikation der ersten Runde beim 2:1-Sieg über die Nationalmannschaft Rumäniens als Einwechselspielerin für Ewelina Kamczyk in der 81. Minute. Auch im Hinspiel der zweiten Ausschlussrunde, beim 1:0-Sieg über die Nationalmannschaft Österreichs wurde sie eingesetzt. Mit dem 1:0-Sieg ihrer Mannschaft (ohne ihr Mitwirken) im Rückspiel am 3. Dezember 2024, war diese das erste Mal für ein größeres internationales Turnier qualifiziert – die Europameisterschaft 2025.
Im Spieljahr 2025 war sie in vier Spielen der Gruppe B1 der zweiten Ausspielung der Nations-League aktiv; sie wurde im zweiten bis vierten und sechsten Spiel eingesetzt. Im zweiten Spiel am 4. April 2025 erzielte sie beim 5:1-Sieg über die Nationalmannschaft Bosnien-Herzegowinas im Stadion Gdańsk mit dem Treffer zum 4:1 in der 77. Minute ihr erstes A-Länderspieltor. Vor der EM 2025 kam sie in einem „EM-Vorbereitungsspiel“ am 27. Juni 2025 gegen die Nationalmannschaft der Ukraine in Mielec beim 4:0-Sieg zum Einsatz.
Dem Kader für die Europameisterschaft 2025 zugehörig, kam sie im ersten und dritten Spiel der Gruppe C zum Einsatz. Im ersten unterlag sie mit ihrer Mannschaft am 4. Juli der Nationalmannschaft Deutschlands in St. Gallen mit 0:2, im zweiten bezwang sie mit ihrer Mannschaft die Nationalmannschaft Dänemarks am 12. Juli in Luzern mit 3:2; schied jedoch als Gruppendritter aus dem Turnier aus.

## Erfolge
Nationalmannschaft
- Erste Teilnahme an einer Europameisterschaft (2025)

GKS Katowice
- Polnischer Meister 2023
- Polnischer Pokal-Sieger 2024

## Auszeichnung
Während der XIX. Gdańsker Sportgala am 9. Dezember 2021 erhielt sie die Auszeichnung in der Kategorie "Hoffnungen des Jahres". Die Stadt Danzig verleiht jedes Jahr Auszeichnungen und Preise für die besten Sportlerinnen, Sportler und Trainer.